# 佐兰·兰科维奇
佐兰·兰科维奇（Zoran Ranković，1969年12月7日—），是一名已退役的南斯拉夫职业足球运动员，司职前锋，曾经效力于中国甲A联赛上海申花队。
兰科维奇成名于南斯拉夫奥比利奇俱乐部，曾经于1998年2月24日代表南斯拉夫国家队首发出战阿根廷国家队，获得唯一的国际比赛经验。
2000年他来到中国加盟上海申花，很快成为球队的攻击利器，虽然其假摔习惯并不为大多数人所认同，但是他的高进球率和场上经验、技术仍然为足球界所称道。2001赛季结束后，他离开了申花，此后曾加盟北京国安和南京有有，之后返回南斯拉夫效力直至退役。